# Adrian Lamo
Adrian Lamo (ur. 20 lutego 1981 w Bostonie, zm. 14 marca 2018 w Wichita) – amerykański informatyk i programista, znany z działalności w środowisku hakerskim. Zyskał rozgłos dzięki nieautoryzowanym włamaniom do systemów komputerowych wielu znanych firm i instytucji, m.in. Yahoo!, AOL Time Warner, MCI WorldCom, Microsoft, National Security Agency oraz The New York Times.
W środowisku hakerów Lamo był uznawany przez część społeczności za eksperta w identyfikowaniu zależności pomiędzy pozornie niezwiązanymi zdarzeniami w złożonych sieciach komputerowych. Twierdził, że podatności w systemach komputerowych odzwierciedlają słabości występujące również w innych obszarach życia:

To ma mniej wspólnego z technologią, a więcej z religią i filozofią

Był znany jako „bezdomny haker”, ze względu na prowadzony styl życia – mieszkał w opuszczonych budynkach, podróżował po Stanach Zjednoczonych środkami publicznego transportu, a jego cały dobytek mieścił się w jednym plecaku. Do prowadzenia działań wykorzystujących luki w zabezpieczeniach wykorzystywał komputery w kafejkach internetowych, bibliotekach i na uczelniach.
Lamo przeprowadzał oceny bezpieczeństwa dla wielu dużych podmiotów, jednak konsekwentnie odmawiał przyjmowania wynagrodzenia. Jak sam twierdził, jedyną zapłatą, jaką kiedykolwiek przyjął, była butelka wody mineralnej o wartości 50 centów podczas współpracy z firmą Excite@Home.
W wywiadzie udzielonym Kevinowi Poulsenowi i opublikowanym na stronie SecurityFocus 26 marca 2002 roku, Lamo przyznał się do nieautoryzowanego dostępu do systemów The New York Times. W rezultacie redakcja gazety powiadomiła odpowiednie służby, co doprowadziło do wszczęcia dochodzenia przez prokuraturę federalną z Nowego Jorku w maju 2002 roku. W sierpniu 2003 roku wystawiono za nim list gończy, a 9 września tego samego roku, w Sacramento, Lamo dobrowolnie oddał się w ręce FBI.
8 stycznia 2004 r. rozpoczął się jego proces, w którym postawiono mu zarzuty popełnienia „przestępstwa komputerowego”. 15 stycznia 2004 roku został skazany na 24 miesiące dozoru sądowego i 6 miesięcy aresztu domowego.
W czasie odbywania kary Lamo zajął się dziennikarstwem i fotografią. Motywację do tej zmiany tłumaczył następująco:

Zawsze chciałem zmieniać to, co ciemne i niejasne w przezroczyste i jasne, po to aby zrozumieć, uchwycić chwile, kiedy rzeczy nabierają sensu.

Po zakończeniu odbywania kary publikował artykuły w gazecie „American River Current” z siedzibą w Sacramento oraz okazjonalnie w innych amerykańskich czasopismach.
Postać Lamo budziła kontrowersje. Krytycy określali go jako osobę poszukującą rozgłosu lub zwykłego przestępcę. Sam Lamo konsekwentnie unikał publicznych komentarzy na temat swojej działalności, zaznaczając:

Zamiast mówić o sobie lub swojej działalności, wolę, aby moje działania mówiły same za siebie.

Choć jego prace nie były szeroko publikowane, krążyły w zamkniętych kręgach specjalistów ds. bezpieczeństwa informatycznego. Część z nich próbowała analizować i dokumentować stosowane przez niego techniki. Lamo rzadko udzielał informacji na temat swoich metod, często odpowiadając: „Kieruje mną wiara”.
W 2010 roku Lamo nawiązał kontakt z Chelseą Manning, analityczką wywiadu United States Army. Gdy dowiedział się, że przekazała ona około 250 tysięcy tajnych dokumentów portalowi WikiLeaks, poinformował o tym FBI. Po skazaniu Manning na 35 lat więzienia (później skróconym do 7 lat), działania Lamo zostały szeroko potępione przez część społeczności hakerskiej.
Informacja o jego śmierci została ogłoszona przez jego ojca, Mario Lamo, za pośrednictwem portalu społecznościowego Facebook, w grupie „2600 The Hacker Quarterly”.